# Almodôvar
Almodôvar es una villa portuguesa perteneciente al distrito de Beja, región del Alentejo y comunidad intermunicipal del Bajo Alentejo, con cerca de 3600 habitantes.
Es sede de un municipio con 775,88 km² de área y 6709 habitantes (2021), subdividido en 6 freguesias. El municipio limita al norte con el municipio de Castro Verde, al este con Mértola, al sureste con Alcoutín, al sur con Loulé, al suroeste con Silves y al oeste y noroeste con Ourique.
Anualmente, se celebra la Feira de Artes e Cultura de Almodôvar - la Facal.

## Demografía
| Gráfica de evolución demográfica de Almodôvar entre 1864 y 2021 |
|                                                                 |
| Datos según el nomenclátor publicado por el INE portugués.      |

## Historia

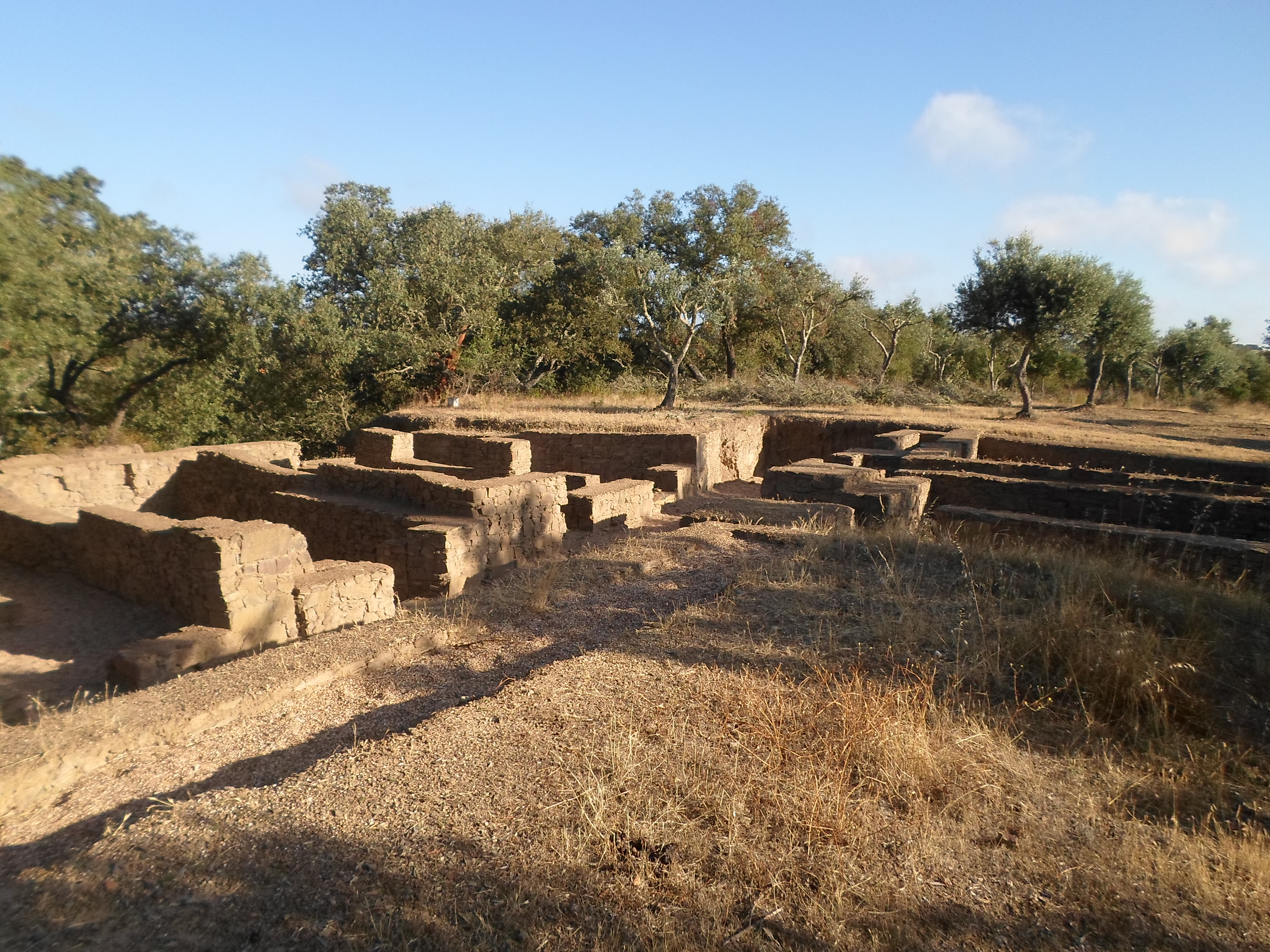
Poblado de Mesas do Castelinho, en 2014.

Desde 5000 años las tierras de Almodôvar estuvieron marcadas por la presencia de múltiples pueblos y episodios inseparables de la historia de Portugal. Ocupado desde la prehistoria, las huellas más relevantes pertenecen al fenómeno megalítico (con el registro de varios dolmen encontrados en las parroquias de Santa Clara-a-Nova y Gomes Aires, que se extienden hasta el Rosario con la Estela de Monte Gordo). Desde la Edad del Cobre, vale la pena mencionar la presencia de tholos (estructuras tumulares de falsa cúpula), ubicadas en la parroquia de São Barnabé. Sin embargo, el fenómeno más significativo de este territorio apareció con la Edad del Bronce, extendiéndose hasta la Edad del Hierro, con el descubrimiento de varias estelas. De este último período, es notable el descubrimiento de un número significativo de estelas funerarias epigrafiadas con escritura del sudoeste o tartésica, la escritura más antigua de la península ibérica (siglo VIII a. C.). Estas piezas se pueden contemplar para su visita en el Museo de Escritura del Sudoeste.
Con la romanización de la península ibérica, Almodóvar no escapó a este fenómeno. Debido a su ubicación geográfica preferencial en los enlaces norte-sur y este-oeste, los romanos se establecieron en Almodôvar desde el principio, lo que indica su presencia a través de varios rastros, como la castella, a lo largo de la presa romana de Ribeira de Oeiras (única de construcción en tierra batida conservada hasta hoy) y en la necrópolis de Monte Novo do Castelinho, la mina de Brancanes, sin olvidar lo más destacado del Povoado das Mesas do Castelinho, un poblado donde se distinguen el trazado de las calles ortogonales y la construcción de edificios de alto rigor urbano.

## Freguesias
Las freguesias de Almodôvar son las siguientes:
- Aldeia dos Fernandes
- Almodôvar e Graça dos Padrões
- Rosário
- Santa Clara-a-Nova e Gomes Aires
- Santa Cruz
- São Barnabé